# Develi (Denizli)
Develi ist ein Dorf im Landkreis Denizli der gleichnamigen türkischen Provinz. Develi liegt etwa 21 km nördlich der Provinzhauptstadt Denizli. Develi hatte laut der letzten Volkszählung 922 Einwohner (Stand Ende Dezember 2010).